# Haare (Wüstung)
Haare ist eine Wüstung, die sich einst westlich von Etzdorf in Sachsen-Anhalt befand.

## Lage
Haare ist an der einstigen Quelle des Etzdorfer Baches, nahe dem alten Etzdorfer Schachtteiche gelegen.